# Steinerkirchen an der Traun
Steinerkirchen an der Traun ist eine Marktgemeinde in Oberösterreich im Traunviertel mit 2444 Einwohnern (Stand 1. Jänner 2024).

## Geografie
Steinerkirchen an der Traun liegt auf 381 m Höhe im Traunviertel.
Die Ausdehnung beträgt von Nord nach Süd 8,4 km, von West nach Ost 7,7 km. Die Gesamtfläche beträgt 32,55 km². 14,5 % der Fläche sind bewaldet, 77,8 % der Fläche sind landwirtschaftlich genutzt. Das Gemeindegebiet hat einen Anteil am 100 ha großen Naturschutzgebiet Almauen.

### Gemeindegliederung
Das Gemeindegebiet umfasst folgende 22 Ortschaften (in Klammern Einwohnerzahl Stand 1. Jänner 2024):
- Almegg (81)
- Atzing (86)
- Atzmannsdorf (42)
- Eden (55)
- Frohnhofen (327)
- Gundersdorf (103)
- Hammersedt (63)
- Hummelberg (80)
- Kriegsham (29)
- Linden (147), neu aus Ortschaft Wollsberg herausgelöst[2]
- Niederheischbach (146)
- Oberaustall (7)
- Oberheischbach (49)
- Pesenlittring (29)
- Reuharting (59)
- Ritzendorf (47)
- Schnelling (67)
- Sölling (31)
- Steinerkirchen an der Traun (884)
- Stockham (30)
- Taxlberg (3)
- Wollsberg (79)

Die Gemeinde besteht aus den Katastralgemeinden Almegg, Hammersedt, Oberaustall, Schnelling und Steinerkirchen an der Traun.
Zählsprengel sind Steinerkirchen-Zentrum für den Marktort, und Steinerkirchen-Umgebung für den Rest der Gemeinde.
Die Gemeinde gehörte bis 2012 zum Gerichtsbezirk Lambach und ist seit dem 1. Jänner 2013 Teil des Gerichtsbezirks Wels.

### Nachbargemeinden
|                          | Fischlham                                   | Steinhaus    |
| Bad Wimsbach-Neydharting | Kompassrose, die auf Nachbargemeinden zeigt | Sattledt     |
|                          | Vorchdorf                                   | Eberstalzell |

## Geschichte
Ursprünglich im Ostteil des Herzogtums Bayern liegend, gehörte der Ort seit dem 12. Jahrhundert zum Herzogtum Österreich. Urkunden aus den Jahren 1247 und 1249, die den Besitz des Klosters Kremsmünster zusammenfassen, nennen erstmals die Pfarrkirche Steinerkirchen. Seit 1490 wird er dem Fürstentum Österreich ob der Enns zugerechnet.
Während der Napoleonischen Kriege war der Ort mehrfach besetzt.
Seit 1918 gehört der Ort zum Bundesland Oberösterreich. Nach dem Anschluss Österreichs an das Deutsche Reich am 13. März 1938 gehörte der Ort zum Gau Oberdonau. 1945 erfolgte die Wiederherstellung Oberösterreichs.

### Einwohnerentwicklung
1991 hatte die Gemeinde laut Volkszählung 2068 Einwohner, 2001 dann 2149 Einwohner. Derzeit bewohnen 2444 Bürger diese Gemeinde (Stand 1. Jänner 2024).

## Hauptort der Gemeinde
Marktort ist Steinerkirchen an der Traun. Der Ort befindet sich etwa 11 Kilometer südwestlich von Wels. Er liegt im Tal des Fischlhamer Bachs (von Eberstalzell) 3½ Kilometer südlich dessen Mündung in die Traun, auf um die 380 m ü. A. Höhe.
Die Ortschaft umfasst knapp 200 Gebäude mit etwa 800 Einwohnern, also etwa 1⁄3 der Gemeindebevölkerung.
Zum Ortschaftsgebiet gehört auch die Rotte Rachling westlich. Dem entspricht auch der Zählsprengel Steinerkirchen-Zentrum (000) der Gemeinde.
Zur Katastralgemeinde mit etwa 820 Hektar gehören auch die Ortschaften Frohnhofen taleinwärts, Nieder- und Oberheischbach nordöstlich, und Hummelberg südwestlich.
Durch den Ort verläuft die L537 Sattledter Straße west–ost-wärts von der B1 bei Edt bei Lambach nach Sattledt (Anschluss A1), südwestlich führt die L1312 Bad Wimsbach-Neydhartinger Straße zur B144 bei Roitham am Traunfall (nahe Laakirchen/Steyrmühl).
Nachbarorte, -ortschaften und -katastralgemeinden:
| Fischlham (O, KG, Gem. Fischlham) Ornharting (O, Gem. Fischlham) |                                             | Forstberg (KG, Gem. Fischlham) Niederheischbach (O) |
| Rachling                                                         | Kompassrose, die auf Nachbargemeinden zeigt | Oberheischbach (O) Hammersedt (KG)                  |
| Hummelberg (O) Almegg (KG)                                       | Grub (O) Schnelling (KG)                    | Frohnhofen (O) 0                                    |

## Kultur und Sehenswürdigkeiten

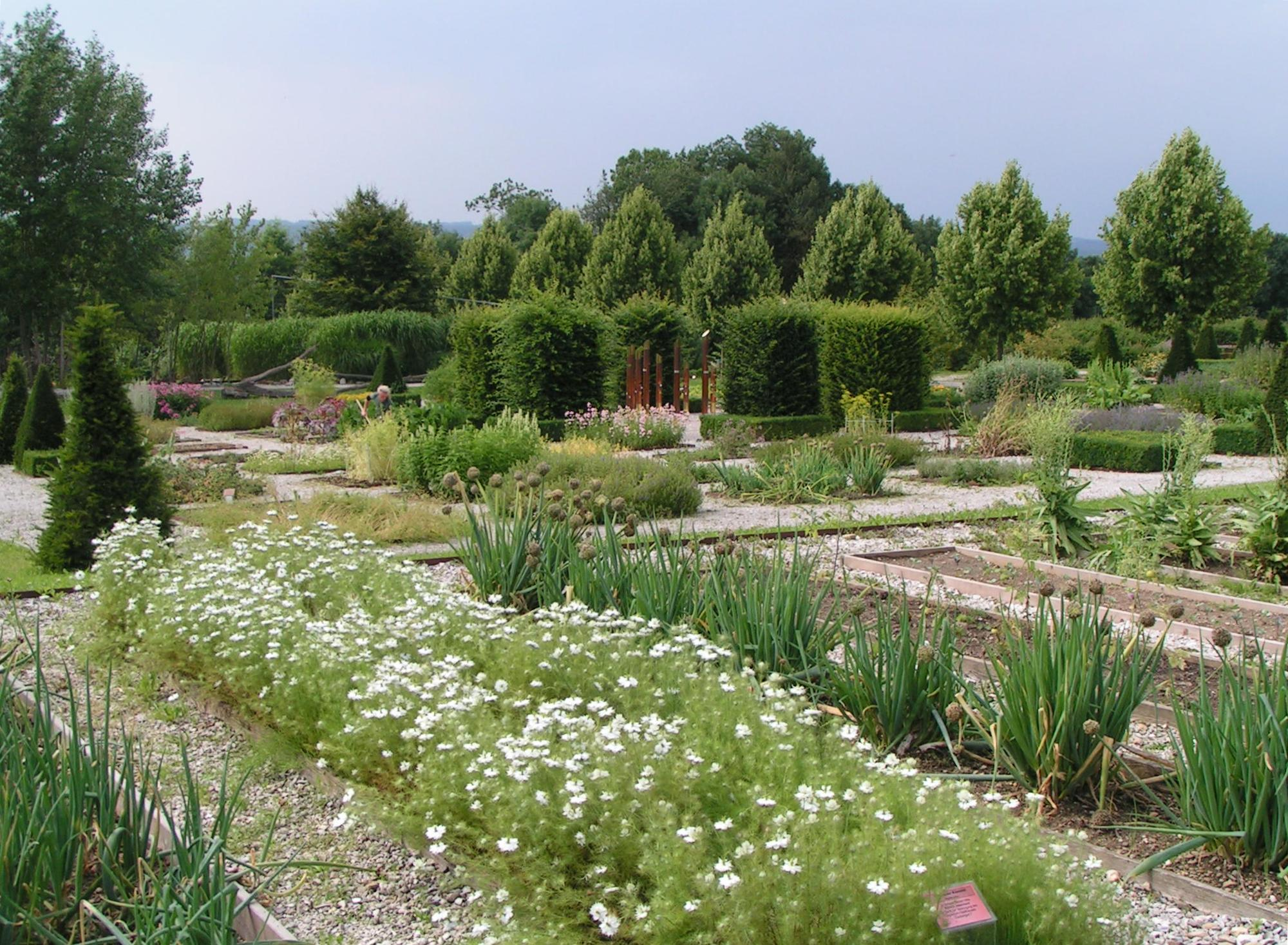
Im Agrarium Steinerkirchen

- Katholische Pfarrkirche Hl. Martin hl. Martin
- Schloss Almegg
- Benediktinerinnenkloster: 1949 im ehemaligen Pfarrhof entstanden, mit Paramentikwerkstätten[3]
- Familienparadies Agrarium – Pflanzen-, Tier- & Abenteuerpark: Im 1994 errichteten Park sind auf einer Fläche von 10 Hektar Blumen, Kräuter, Obst, Getreide und Gemüse in 60 angelegten Schaugärten zu sehen. Weiters werden vom Aussterben bedrohte Haustierrassen und die kleinsten Pferde der Welt gezeigt.[4] Im April 2024 begann der Verlassenschaftskurator mit der Vorbereitung eines Insolvenzverfahrens für Agrarium.[5]
- Naturschutzgebiet Almauen
- Martinschor
- Musikverein Steinerkirchen[6]
- Zu den regelmäßigen Veranstaltungen zählt der Martinimarkt, ein traditioneller Kunsthandwerksmarkt im Spätherbst[7]

## Wirtschaft und Infrastruktur
Im Jahr 2010 wurden 2914 der 3255 Hektar Gesamtfläche landwirtschaftlich genutzt. 81 der 129 landwirtschaftlichen Betriebe waren Vollerwerbsbauern. Im Produktionssektor arbeiteten 94 Erwerbstätige, jeweils knapp die Hälfte davon in der Bauwirtschaft und im Bereich Herstellung von Waren. Die wichtigsten Arbeitgeber des Dienstleistungssektors waren die Bereiche soziale und öffentliche Dienste (134), Handel (81), freiberufliche Dienstleistungen (33) und Verkehr (28 Mitarbeiter).

### Bildung
Steinerkirchen ist Standort einer Mittelschule.

### Verkehr
- Eisenbahn: Der nächste Bahnhof ist Lambach an der Westbahn. Dieser kann mit öffentlichen Bussen in rund 10 Minuten erreicht werden.[11]
- Straße: Knapp südlich der Gemeindegrenze verläuft die West Autobahn A1. Im Osten streift die Innkreis Autobahn A8 das Gemeindegebiet.

## Politik

### Gemeinderat
Der Gemeinderat hat 25 Mitglieder.
- Mit den Gemeinderats- und Bürgermeisterwahlen in Oberösterreich 2003 hatte der Gemeinderat folgende Verteilung: 19 ÖVP, 4 SPÖ und 2 FPÖ.
- Mit den Gemeinderats- und Bürgermeisterwahlen in Oberösterreich 2009 hatte der Gemeinderat folgende Verteilung: 19 ÖVP, 4 SPÖ und 2 FPÖ.
- Mit den Gemeinderats- und Bürgermeisterwahlen in Oberösterreich 2015 hatte der Gemeinderat folgende Verteilung: 15 ÖVP, 7 FPÖ und 3 SPÖ.
- Mit den Gemeinderats- und Bürgermeisterwahlen in Oberösterreich 2021 hat der Gemeinderat folgende Verteilung: 12 ÖVP, 7 FPÖ, 5 GRÜNE und 1 SPÖ.[12][13]

### Bürgermeister
Bürgermeister seit 1855 waren:
- 1855–1858 Franz Kumpfhuber
- 1858–1861 Jakob Schöger
- 1861–1864 Anton Peterleithner
- 1864–1867 Johann Hager
- 1867–1870 Franz Aichberger
- 1870–1873 Karl Peterleithner
- 1873–1877 Adam Sperrer
- 1877–1979 Karl Peterleithner
- 1879–1885 Adam Sperrer
- 1885–1891 Josef Steinmaurer
- 1891–1894 Adam Sperrer
- 1894–1900 Simon Gruber
- 1900–1910 Karl Ecker
- 1910–1912 Michael Langeder
- 1912–1919 Josef Steinmaurer
- 1919–1924 Georg Leitner
- 1924–1929 Franz Leitner
- 1929–1942 Karl Ecker
- 1942–1945 Friedrich Retzner
- 1945–1945 Karl Ecker
- 1945–1949 Alois Ecklbauer
- 1949–1955 Josef Gruber
- 1955–1979 Franz Felbermair
- 1979–1991 Florian Schindlauer
- 1991–2015 Johann Auer
- seit 2015 Thomas Steinerberger

### Wappen
Offizielle Beschreibung de Gemeindewappens:
Geviert von Grün und Silber; 1 ein goldenes, lateinisches, aus der Teilungslinie wachsendes Kreuz mit Kleeblattenden; 2 und 3 eine gequaderte Mauer bis zum Oberrand; 4 ein goldener Wellenbalken.
Die Gemeindefarben sind Gelb-Grün.
Das Turmkreuz der das Ortsbild prägenden Pfarrkirche im ersten und die feldfüllende Steinmauer im zweiten Viertel unterstreichen den Ortsnamen (redendes Wappen). Die Mauer im dritten rechten, unteren Feld bezieht sich auf das am Almfluss gelegene Schloss Almegg. Das Wellenband verkörpert den Traunfluss, dessen Name im Gemeindenamen enthalten ist.
Das Wappen wurde 1984 verliehen.

## Persönlichkeiten

### Ehrenbürger der Gemeinde
- 1960: Norbert Maria Schachinger (1897–1974), Geistlicher, Benediktiner und Ordensgründer
- 2012: Otto Pjeta (1949–2023), Gemeindearzt[15]
- Josef Peham (* 1933), Lehrer, Gemeinderat[16]

### Mit der Gemeinde verbundene Persönlichkeiten
- Hermine Ziegelböck (* 1947), Politikerin (ÖVP)